# Týniště (Zubrnice)
Týniště je část obce Zubrnice. Nachází se 1,3 kilometru jižně od Zubrnic směrem na Touchořiny a Doubravici.

## Historie
První písemná zmínka o vesnici pochází z roku 1437.

## Obyvatelstvo
Při sčítání lidu v roce 1921 zde žilo 155 obyvatel (z toho 72 mužů), z nichž byli dva Čechoslováci a 153 Němců. Všichni byli římskými katolíky. Podle sčítání lidu z roku 1930 měla vesnice 166 obyvatel: pět Čechoslováků a 161 Němců.
|                                                                         | 1869 | 1880 | 1890 | 1900 | 1910 | 1921 | 1930 | 1950 | 1961 | 1970 | 1980 | 1991 | 2001 | 2011 |
| ----------------------------------------------------------------------- | ---- | ---- | ---- | ---- | ---- | ---- | ---- | ---- | ---- | ---- | ---- | ---- | ---- | ---- |
| Obyvatelé                                                               | 164  | 189  | 192  | 157  | 26   | 155  | 166  | 89   | 102  | 83   | 53   | 25   | 45   | 47   |
| Domy                                                                    | 26   | 28   | 28   | 28   | 31   | 30   | 32   | 32   | .    | 18   | 16   | 11   | 29   | 29   |
| Počet domů z roku 1961 je zahrnut v celkovém počtu domů části Zubrnice. |      |      |      |      |      |      |      |      |      |      |      |      |      |      |

## Pamětihodnosti
- Valschův mlýn čp. 27
- Mlýn z Homole u Panny čp. 28